# 瑞光院
瑞光院（ずいこういん）は京都市山科区安朱堂ノ後町にある臨済宗大徳寺派の仏教寺院。かつては上京区堀川頭今宮御旅所下ル瑞光院前町に存在した。現在の場所に移転したのは昭和37年。忠臣蔵ゆかりのある寺院でもある。

## 歴史
慶長16年（1611）に浅野長政は当地にあった朝野稲荷を廃し、京における別邸が建てられた。長政が死んだ後、山崎家盛がその別荘を瑞光院とした。その後山崎家が断絶してしまった後は、浅野祖先のゆかりの寺であり、瑞光院の和尚と叔父、姪の間柄にあった浅野長矩（内匠頭）の妻、瑤泉院が浅野家の武運長久を祈願し寺を再興した。
浅野内匠頭が有名な松の廊下の事件で切腹した後は、家臣が瑞光院へ来て、浅野内匠頭の衣冠を境内に埋め、供養塔を作り主人の冥福を祈ったとされる。浅野内匠頭の家臣であった大石内蔵助良雄など義士たちの切腹の際は、瑞光院の僧が江戸へ行き、義士の遺書と遺髪を集めて、院へ戻り遺髪塔を建てたとされる。
昭和37年（1962年）、瑞光院は現在の場所に移転した。

## 交通アクセス
- 京阪京津線・JR琵琶湖線・地下鉄東西線山科駅下車、北へ徒歩15分。[7]